# Adam Frans van der Meulen
Adam Frans o Adam François o Antoine François van der Meulen o Vandremelle (Bruxelles, 11 gennaio 1632 – Parigi, 15 ottobre 1690) è stato un pittore e disegnatore francese di origine fiamminga.

## Biografia

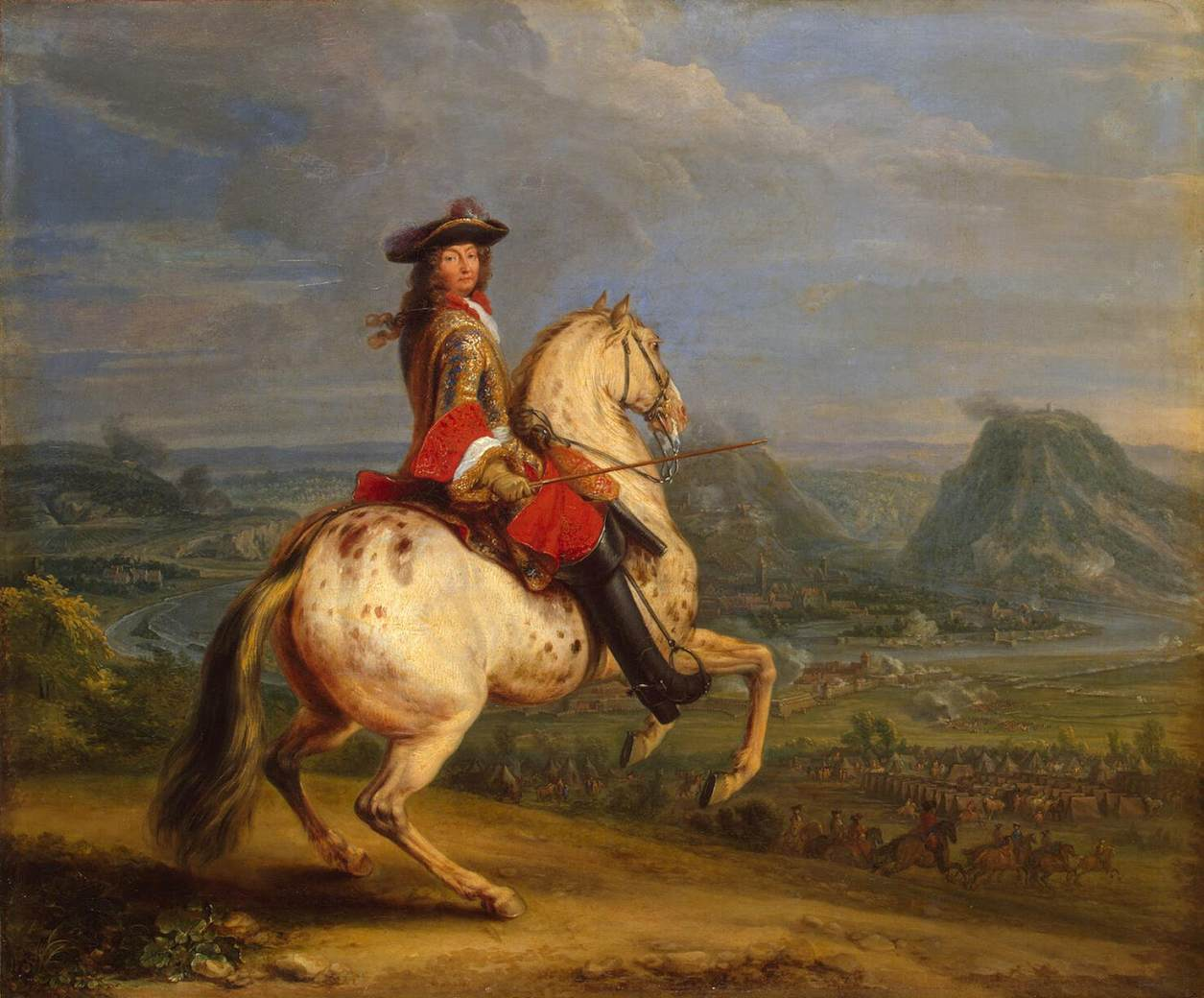
Luigi XIV alla presa di Besançon (1674)

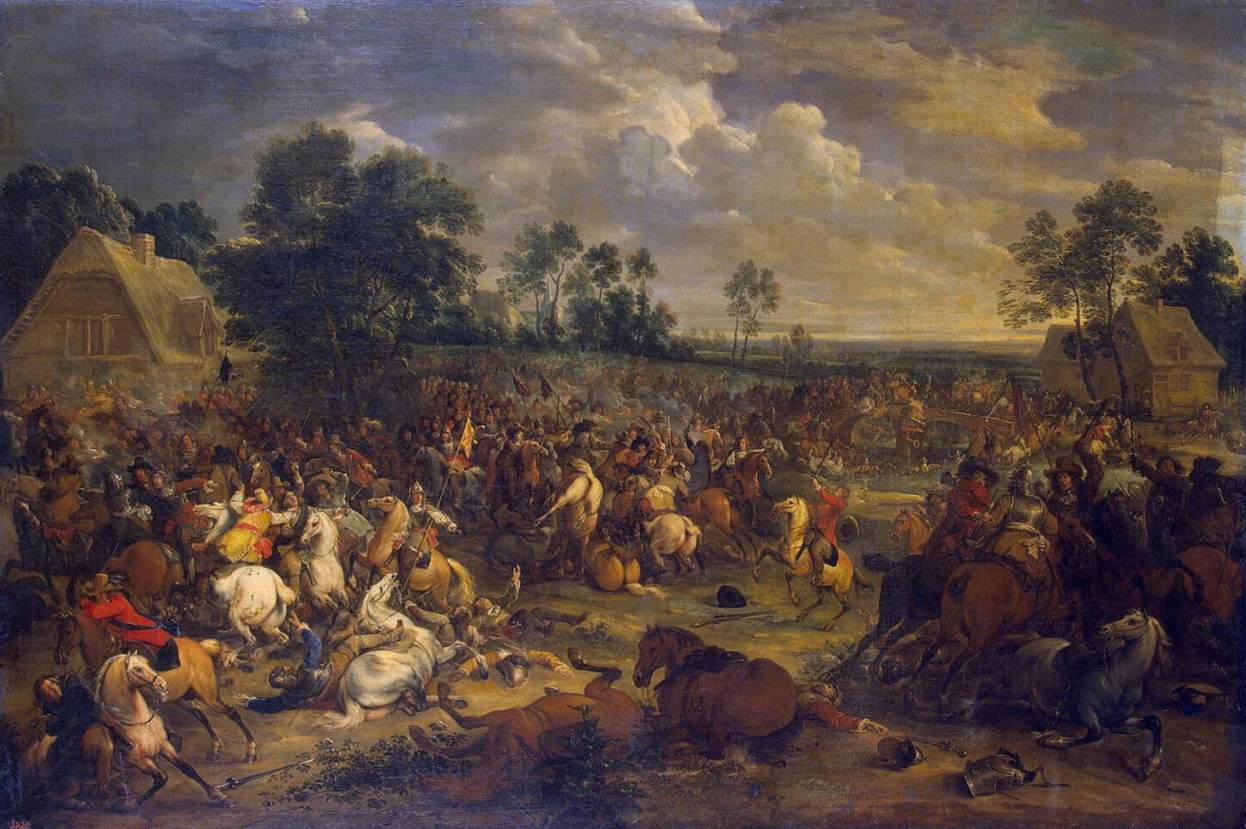
Battaglia (1657)

Allievo di Pieter Snayers, nel 1648 fu ammesso alla Gilda dei pittori di Bruxelles e ivi operò dal 1648 al 1662.
Su consiglio di Charles Le Brun, che aveva visto alcuni suoi dipinti e notato le sue capacità, Jean-Baptiste Colbert lo invitò a Parigi per operare al servizio del re. Dal 1662 al 1690, dunque, lavorò principalmente in Francia, a Parigi: l'11 novembre 1662 realizzò un dipinto rappresentante l'arrivo dell'ambasciatore svizzero alla corte di Versailles. Il 1º marzo 1664 fu assunto alla Manifattura dei Gobelins come paesaggista, divenendone uno dei principali animatori con la produzione di numerosi disegni, modelli e cartoni, ora conservati al Museo delle arti decorative di Parigi. Ricevette una pensione di 6000 lire, indipendentemente dal prezzo delle sue opere.
Nel 1665 viaggiò alla volta di Dunkerque, Calais, Gravelines e Saint-Venant.
Si sposò nel gennaio 1667 con Catharine Huseweel, una parente di Le Brun, da cui ebbe alcuni figli, tra cui il figlio Jean Baptiste e la figlia Catharine, il cui padrino fu lo stesso Charles Le Brun.
Nello stesso anno accompagnò Luigi XIV nella campagna delle Fiandre durante la Guerra di devoluzione, ritraendo vedute di Turnhout, Courtrai, Oudenaarde, Aalst e Lilla. Nel 1668-1669 seguì il Gran Condé nella sua spedizione in Franca Contea.
Il 20 marzo 1669 ebbe un altro figlio, Louis, che fu battezzato nella cappella delle Tuileries ed ebbe come padrini Luigi XIV e la Grande Mademoiselle. Il 12 gennaio 1670 sua sorella Barbara sposò Adriaen Frans Boudewijns, suo allievo per 3 anni a partire dal 1666. Nel 1671 nacque la figlia Suzanne, l'11 luglio 1674 Marguerite.
Nel 1673 fu al seguito di Luigi XIV durante la sua campagna nel Nord dei Paesi Bassi, eseguendo vedute di 32 città conquistate. Nello stesso anno ritrasse le città di Blois, Amboise e Chambord ed il 13 maggio entrò a far parte dell'Académie royale de peinture et de sculpture, senza presentare, com'era consuetudine, un dipinto e, conseguentemente, divenne pittore ordinario del re. Acquisì inoltre la cittadinanza francese. L'anno successivo fu a Maastricht e nel 1676-1677 di nuovo nelle Fiandre con Condé e Turenne.
Il 20 settembre 1676 nacque la figlia Geneviève e poco tempo dopo, il 10 gennaio 1677, morì la moglie Catherine.
Ritornato a Versailles nel 1678, lavorò ai suoi schizzi dell'Escalier des Ambassadeurs. L'anno successivo fu di nuovo nella Fiandre e nel 1681-1682 a Strasburgo.
Il 22 aprile 1679 van der Meulen si risposò con Catherine de Lobrì e, dopo la sua morte, avvenuta il 3 ottobre 1680, si risposò per la terza volta con Marie de By, cugina di Charles Le Brun, da cui ebbe altri sei figli, l'ultima dei quali, Marie Madeleine, nata postuma il 22 ottobre 1690.
Il 29 novembre 1681 fu nominato consigliere dell'Académie royale de peinture et de sculpture, e consigliere capo il 26 ottobre 1686.
Adam Frans rappresentò soprattutto paesaggi, ritratti, in particolare equestri, cacce, animali, eccellendo nella riproduzione dei cavalli, architetture e battaglie. Il complesso di dipinti detto delle conquiste del re, una delle sue più grandi composizioni, è annoverato tra le sue opere più importanti.
Caratteristica delle sue battaglie è la presenza in un primo piano rialzato della scena principale, un gruppo di soldati o uno scontro di cavalleria, che si staglia su uno sfondo panoramico integrantesi perfettamente con il resto della composizione. Inoltre le sue dettagliate e realistiche rappresentazioni forniscono un'accurata documentazione delle battaglie e dei costumi dell'epoca.
Molte delle sue composizioni sono state riprodotte nel suo atelier come arazzi, dipinti o incisioni su commissione reale.
Dalle sue opere traspaiono reminiscenze dello stile di Charles Le Brun e Philips Wouwerman. La sua opera come paesaggista fu importante per aver rinnovato l'antica tradizione fiamminga, oscurata dall'influenza del paesaggio classico di Claude Lorrain e di Nicolas Poussin.
Subirono il suo influsso Adriaen Frans Boudewijns, Michel Landois e Jan van Huchtenburgh.
Tra i suoi allievi vi furono, oltre a Adriaen Frans Boudewijns, Jean Baptiste Duru, Jean Baptiste Martin, Pierre Denis Martin, Sauveur Lecomte, figlio del pittore di marine marsigliese Mainfrain Lecomte, Pierre Scotin e Mathieu Dufresnet.
Anche il fratello Peter o Pierre fu pittore o forse scultore e operò inizialmente su commissione del re di Francia, in seguito, nel 1679, si recò in Inghilterra con Nicolas de Largillière.

## Opere
- Scontro di cavalleria,olio su tela,firmata : "A.F.V.M. FE(FECIT).", 50 x 73 cm., 1682 circa, collezione privata, Pesaro
- Battaglia, olio su tela, 121 x 172 cm, 1657, Museo dell'Ermitage, San Pietroburgo
- Scontro di cavalleria, olio su tela, 118 x 175 cm, 1657, Museo dell'Ermitage, San Pietroburgo[7]
- Costruzione del Castello di Versailles, olio su tela, 103 x 138,5 cm, 1669, Royal Collection, Londra[8]
- L'attraversamento del Reno, olio su tela, 49 x 11 cm, 1672, Museo del Louvre, Parigi[9]
- Luigi XIV alla presa di Besançon, olio su tela, 55 x 67 cm, 1674, Museo dell'Ermitage, San Pietroburgo
- Luigi XIV arriva all'accampamento di fronte a Maastricht, olio su tela, 230 x 332 cm, 1675, Museo del Louvre, Parigi, uno dei 14 dipinti realizzati per il padiglione del Castello di Marly[10]
- La capitolazione di Cambrai, olio su tela, 61 x 70 cm, 1677, Collezione privata[11]
- L'armata di Luigi XIV di fronte a Tournai nel 1667, olio su tela,  207 x 344,5 cm, 1684, Musées Royaux des Beaux-Arts de Belgique, Bruxelles[5]
- Il nuovo Castello di Saint-Germain-en-Laye, olio su tela, 110 x 135 cm, Museo Carnavalet, Parigi[6]